# Янкун, Герберт
Герберт Янкун (нем. Herbert Jankuhn, 8 августа 1905, Ангербург, Восточная Пруссия, Германская империя — 30 апреля 1990, Гёттинген, ФРГ) — немецкий историк и археолог, руководящий сотрудник Аненербе, оберштурмбанфюрер СС.

## Биография

### Ранние годы. Становление академической карьеры
Сын преподавателя. По некоторым высказываниям, вырос в консервативной, националистически ориентированной семье. Изучал историю, философию и физическую культуру в Кёнигсберге, Йене и Берлине. В 1930 г. начал работать в Кильском музее отечественных древностей и участвовать в раскопках Хедебю. В 1931 г. защитил кандидатскую диссертацию на тему «Поясные гарнитуры в Замланде во времена римских императоров». В том же году вступил в Общество германской древней истории. В 1932—1933 гг. в качестве стипендиата Германского археологического института объездил Балканы и Ближний Восток, принимал участие в раскопках в Египте.

### Карьера при нацистах
В 1933 году вступил в СА и Союз борьбы за германскую культуру, организованный Розенбергом. В 1935 году защитил докторскую диссертацию на тему «Оборонительные сооружения времён викингов между Шлайем и Треене» и стал доцентом Кильского университета. В 1937 году перешёл из СА в СС, тогда же вступил в НСДАП. С 1938 года — сотрудник Аненербе, заместитель руководителя, с 1940 года — руководитель учебно-исследовательского отдела раскопок.
С 1938 года — директор Кильского музея отечественных древностей, с 1940 года — профессор Кильского университета, с 1942 года — профессор Ростокского университета. Руководил группой, исследовавшей Гобелен из Байё. Выполнил ряд поручений Гиммлера в оккупированной Норвегии. После начала боёв на советско-германском фронте предложил руководству Аненербе создать «Зондеркоманду Янкун», в чьи задачи входило бы исследование «германской колонизации на Юге». Участвовал в разграблении культурных ценностей советских музеев и библиотек. В 1942 году вступил добровольцем в дивизию «Викинг», где продолжал свою деятельность. Участвовал в боевых действиях в качестве штабного офицера 4-го танкового корпуса СС.
С 1944 года состоял в Личном штабе рейхсфюрера СС.

### После войны
В 1945 г. был арестован, в 1948 г. освобождён. В 1949 г. правительство Шлезвига предложило Янкуну снова возглавить раскопки в Хедебю. С 1952 г. приглашённый профессор Кильского университета. В 1956—1973 гг. профессор Гёттингенского университета, директор семинара древней и ранней истории. В 1960—1970 гг. член исследовательского общества древней и ранней истории Нижней Саксонии, затем Археологической комиссии Нижней Саксонии. Член Академии наук в Гёттингене.
В 1980 г. стал почётным членом «Union international d’archéologie Slave» (Международного союза славянской археологии). Входил вместе с Дэвидом Ирвингом в попечительский комитет журнала Nouvelle École (Новая школа), органа сообщества «Groupement de recherche et d'études pour la civilisation européenne».
На русский язык была переведена и опубликована в сети Интернет его статья "Викинги. Народная сила Севера" (глава из его книги "Хайтхабу. Германский город раннего времени", Ноймюнстер 1938).

## Награды
- Железный крест 1-го класса (9.11.1944)
- Большой крест за заслуги Нижнесаксонкого креста за заслуги (1968)

## Сочинения
- Gürtelgarnituren der älteren römischen Kaiserzeit im Samland. Königsberg 1932.
- Die Wehranlagen der Wikingerzeit zwischen Schlei und Treene. Neumünster 1937.
- Haithabu — eine germanische Stadt der Frühzeit. Neumünster 1937.
- Haithabu — eine germanische Stadt der Frühzeit. Zweite erweiterte Auflage, Neumünster 1938.
- Gemeinschaftsform und Herrschaftsbildung in frühgermanischer Zeit. Schriften der Wissenschaftlichen Akademie des NSD-Dozentenbundes der Christian-Albrechts-Universität Kiel, Band 6, Neumünster 1939.
- Die Ausgrabungen in Haithabu (1937—1939). Vorläufiger Grabungsbericht. Herausgegeben von der *Forschungs- und Lehrgemeinschaft «Das Ahnenerbe», Reihe B, Fachwissenschaftliche Untersuchungen, *Abteilung: Arbeiten zur Ur-, Vor- und Frühgeschichte, Band 3, Ahnenerbe-Stiftungsverlag, Berlin-Dahlem 1943.
- Haithabu — Ein Handelsplatz der Wikingerzeit. Dritte, völlig neu überarbeitete Auflage, Neumünster 1956.
- Einführung in die Siedlungsarchäologie. Berlin 1977.